# Etil-metil-cellulóz
Az etil-metil-cellulóz (E465) egy a cellulózból mesterséges úton előállított szintetikus anyag. 

## Kémiai felépítése
Az etil-metil-cellulóz a cellulóz etil- és metil-étere: a cellulózban található egyes hidroxilcsoportokban (–OH) lévő hidrogént etilcsoporttal (-C2H5) helyettesítik, így -OC2H5-t kapva, míg a cellulózban található más hidroxilcsoportokban (–OH) lévő hidrogént metilcsoporttal (-CH3) helyettesítik, így -OCH3 lesz belőle.
A cellulóz egy glükózból álló polimer, így minden egyes glükózhoz három darab etil- vagy metilcsoport csatlakozhat. Ezt 3,0 DS-ként jelölik (DS = degree of substitution = a hidrogén etil- vagy metilcsoporttal való helyettesítésének mértéke).

## Felhasználása
Az élelmiszeriparban emulgeálószerként, valamint térfogatnövelőként alkalmazzák. 

## Egészségügyi hatások
Napi maximum beviteli mennyisége nincs meghatározva. Nagy mennyiségben fogyasztva puffadást, hasmenést okozhat.